# Туннельный
Туннельный — упразднённый железнодорожный разъезд в Архаринском районе Амурской области России. Исключен из учётных данных в 1977 году.

## География
Разъезд располагался у остановочного пункта Тоннельный на линии Архара— Известковая Дальневосточной железной дороги, на расстоянии примерно 7 километра (по прямой) к северо-западу от села Кундур.

## История
Решением Амурского исполкома от 30 декабря 1977 года № 522, железнодорожный разъезд Тунельный исключен из учётных данных как населённый пункт служебного значения.